# Hans Ulrich von Schaffgotsch (Industrieller)

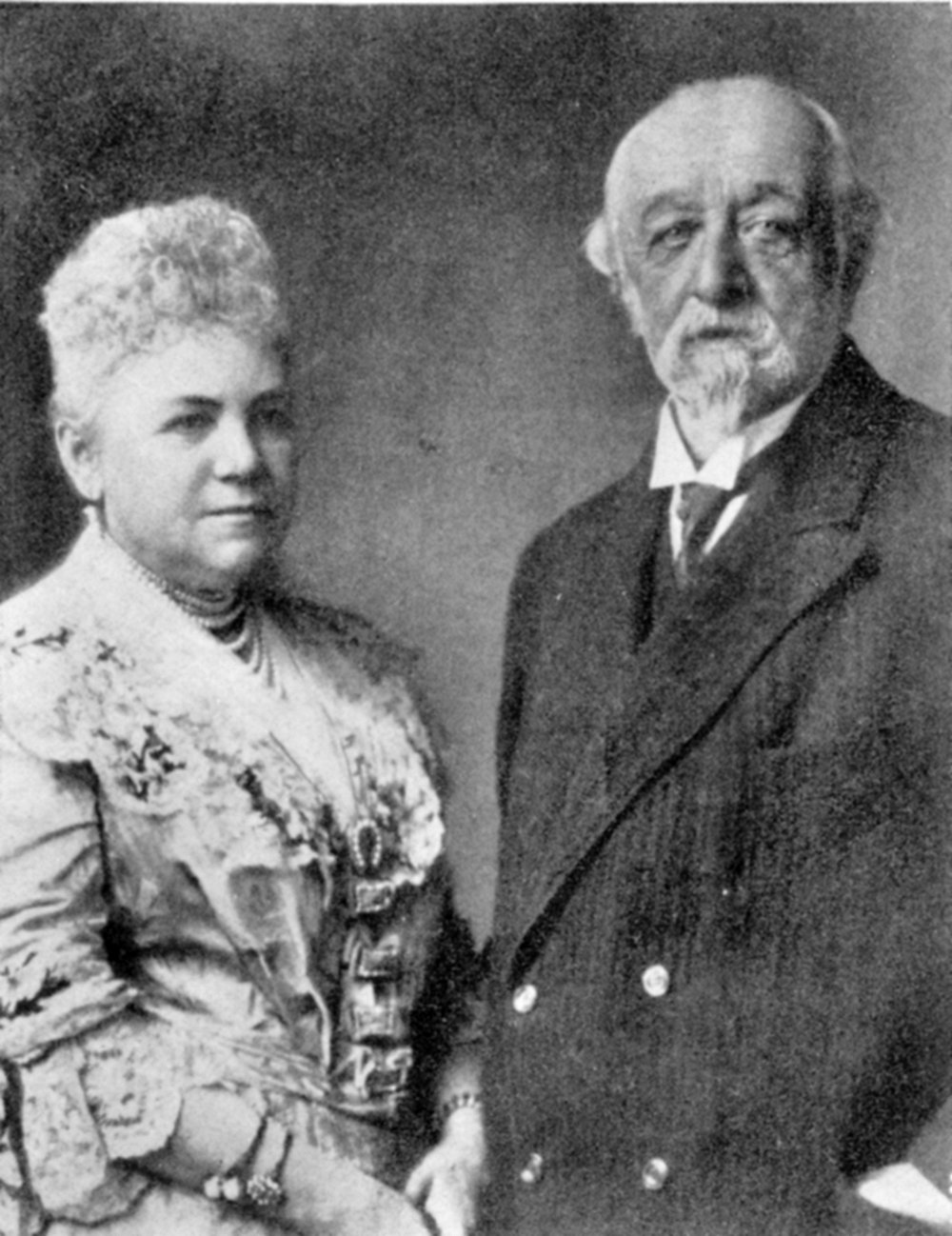
Johanna und Hans-Ulrich Schaffgotsch (1908)

Hans-Ulrich Gotthard Graf von Schaffgotsch, genannt Semperfrei von und zu Kynast und Greiffenstein, Freiherr zu Trachenberg (* 16. Oktober 1831 in Merseburg; † 18. Februar 1915 auf Schloss Koppitz, Provinz Schlesien) war ein deutscher Montanindustrieller und Parlamentarier in Oberschlesien.

## Leben
Als Sohn des Breslauer Stadtkommandanten Emmanuel Graf Schaffgotsch (1802–1878) und dessen erster Ehefrau Klara Gräfin von Hohenthal (1801–1850) studierte Schaffgotsch an den drei Friedrich-Wilhelms-Universitäten in Berlin, Breslau und Bonn Rechtswissenschaft und Kameralwissenschaft. 1852 wurde er Mitglied des Corps Borussia Bonn. Anschließend durchlief er den üblichen Vorbereitungsdienst für die Rechtspflege und die innere Verwaltung des Königreichs Preußen.
Er heiratete am 15. November 1858 in der Marienkirche in Beuthen O.S. Johanna Gryczik (1842–1910). Sie stammte aus einer Bergarbeiterfamilie, war vom Unternehmer Karl Godulla adoptiert und 1848 zur Alleinerbin eingesetzt worden. Um Schaffgotsch heiraten zu können, wurde sie kurz vor der Hochzeit nobilitiert. Der Unternehmensbesitz fiel nach dem Antritt des Erbes nicht an ihren Mann, sondern wurde unter der Gräfin Schaffgotsch’schen Verwaltung als Eigentum Johannas weitergeführt. Das Ehepaar bekam vier Kinder:
- Hans-Karl (1859–1917)

⚭ 1889 Paula Freiin von Fürstenberg (1863–1914)
⚭ 1916 Irene Gräfin von Schaffgotsch (* 1877)
- Klara (* 1860) ⚭ 1879 Günther Graf zu Stolberg-Stolberg (1845–1926)
- Elisabeth (* 1862)

⚭ 1880 Otto Freiherr von Ketteler († 1889)
⚭ 1892 Kaspar Graf von Korff gen. Schmising-Kerssenbrock († 1928)
- Eleonore (* 1864) ⚭ 1882 Heinrich Graf von Francken-Sierstorpff

Zum Unternehmen gehörten Anteile an 60 Kohlegruben und Galmeibergwerken (Zinkerzgruben). Auf dieser Basis schuf das Paar gemeinsam die größte Zinkproduktion in Deutschland und baute die Kohleförderung aus. Die Schaffgotsch-Werke gehörten um 1900 zu den vier größten Montanunternehmen in Schlesien. Im Jahr 1891 wurden fast fünftausend Arbeiter in den Betrieben und Gruben beschäftigt. 1904 wurde der Übergang zu einer Kapitalgesellschaft als „Gräflich Schaffgotsch’sche Werke GmbH“ vollzogen. Schaffgotsch verfügte 1912 über ein Vermögen von 79 Millionen Mark und ein jährliches Einkommen von 4 bis 5 Millionen Mark. Er gehörte damit zu den zehn reichsten Einwohnern Preußens. Das Unternehmerpaar baute für die Arbeiter den Ort Godullahütte und ließ dort auch eine Kirche errichten.

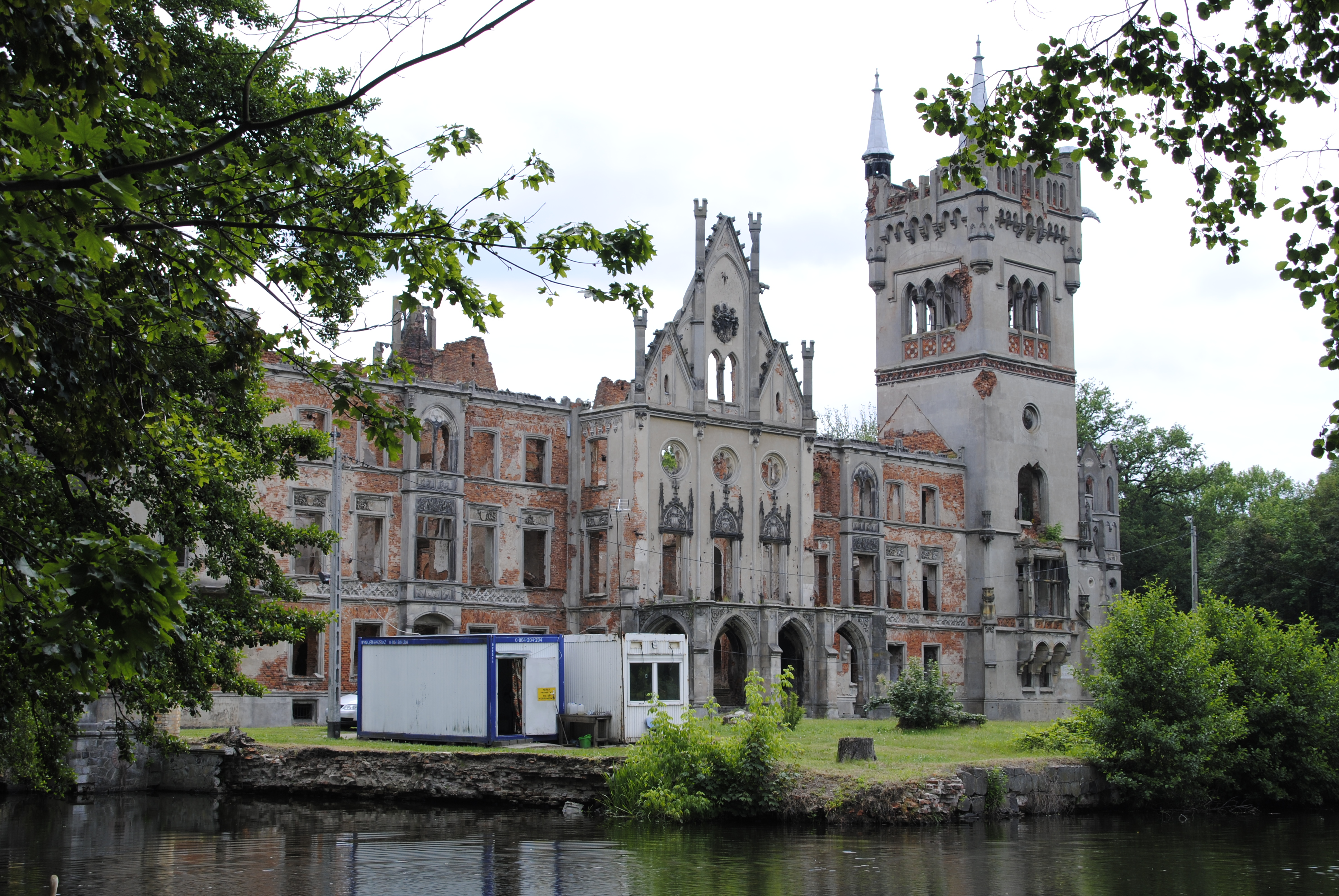
Die Ruine des Schlosses Koppitz 2019

Im Jahr 1859 kauften Schaffgotsch und seine Frau Johanna das Schloss Koppitz und ließen es in den Jahren bis 1864 durch den Architekten Karl Lüdecke aus Breslau zu ihrem herrschaftlichen Wohnsitz umgestalten und ausbauen. Nach dieser aufwendigen Umgestaltung in eklektizistischem Stil hatte es den Charakter eines Märchenschlosses.
Schaffgotsch war Landesältester und Mitglied der Freikonservativen Partei. Er gehörte dem Preußischen Abgeordnetenhaus von 1868 bis 1870 und dem Norddeutschen Reichstag und dem deutschen Reichstag von 1868 bis 1874 an. Im Reichstag vertrat er als Abgeordneter den Wahlkreis Regierungsbezirk Oppeln 5 (Beuthen).